# 聯盟主席獎盃

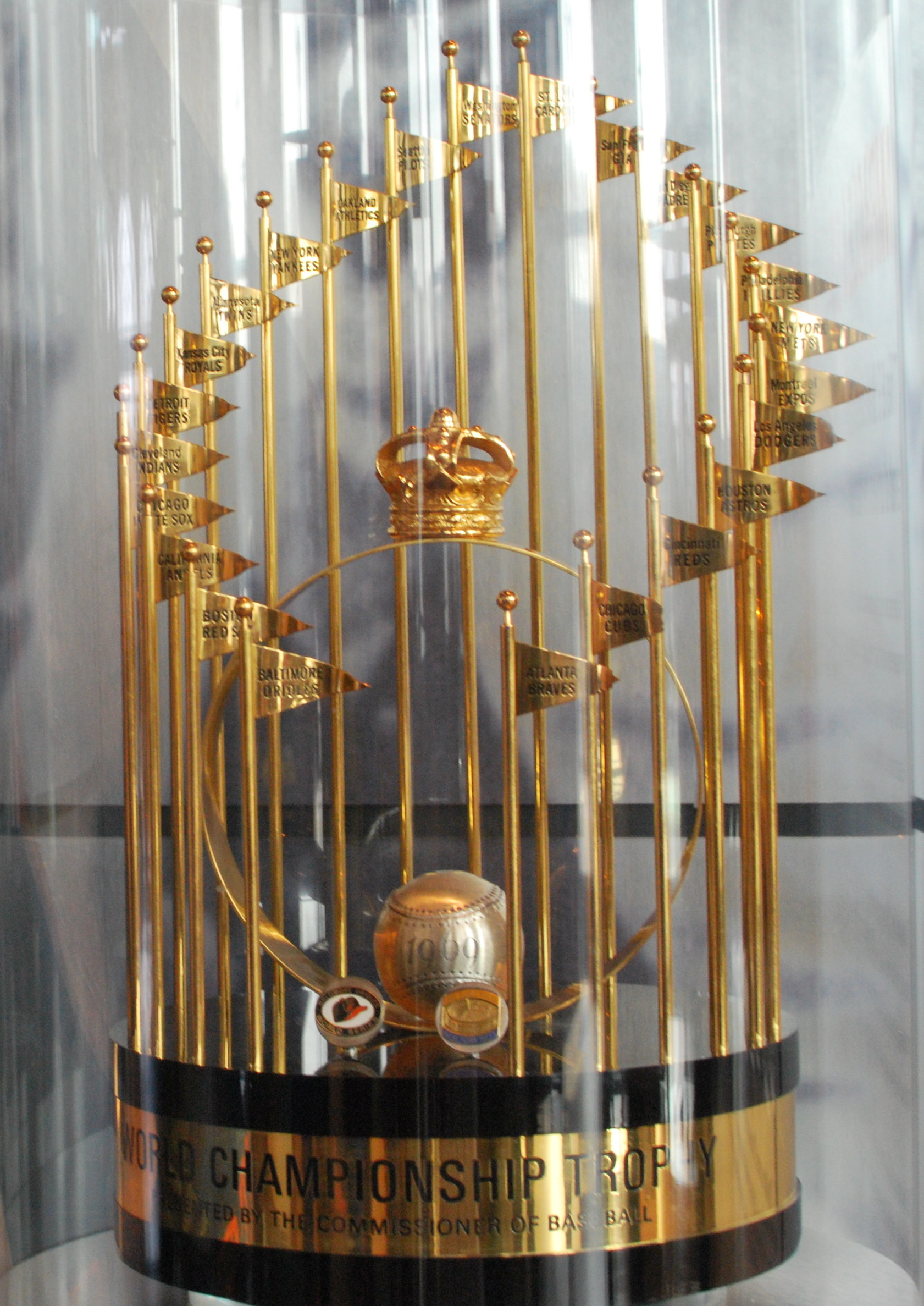
花旗球場展示的獎盃。

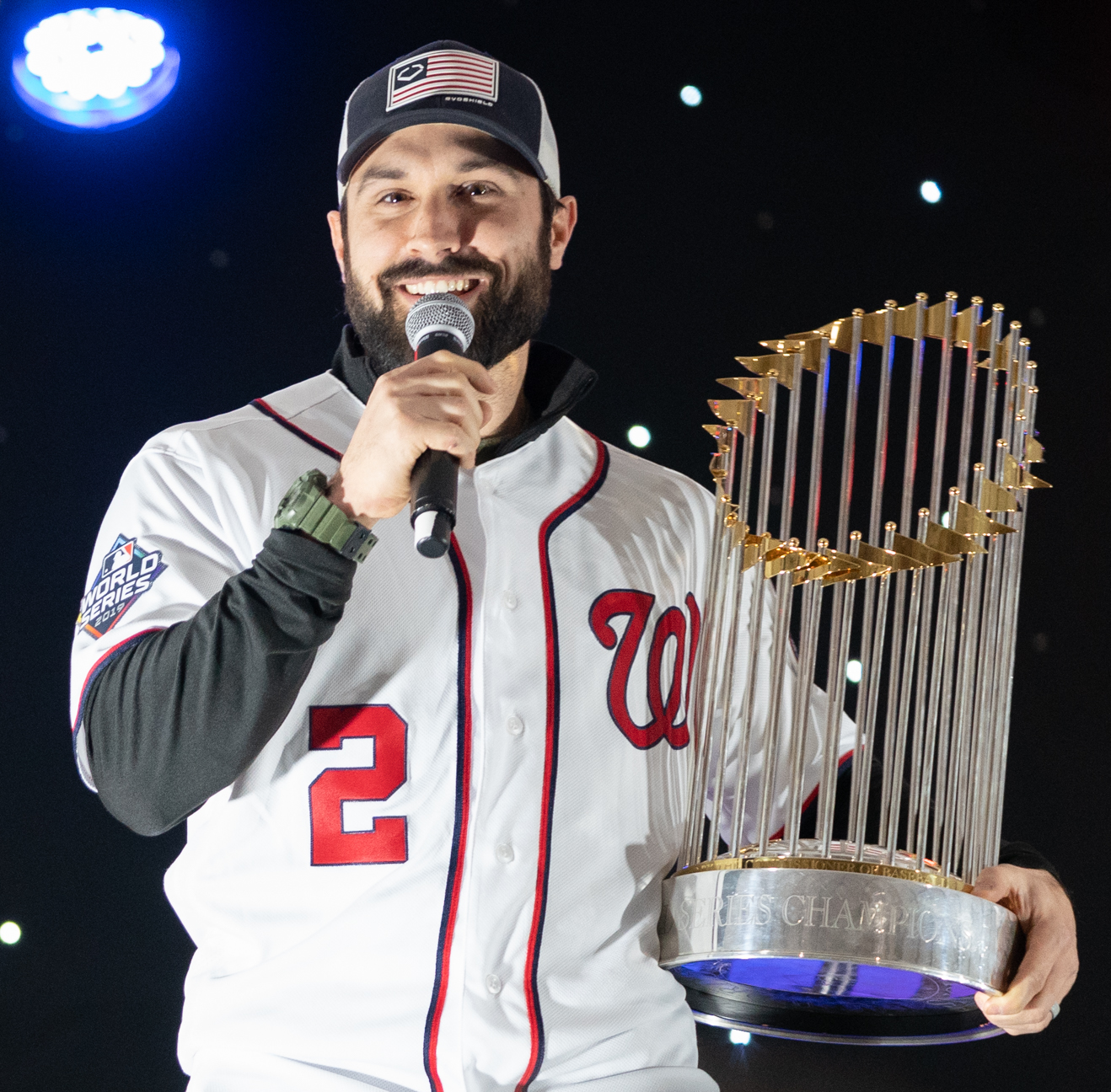
亞當·伊頓手持獎盃。

聯盟主席獎盃（英語：Commissioner's Trophy）為美國職棒大聯盟主席頒贈的獎盃，資格為每年於美國職棒大聯盟世界大賽中獲勝的球隊。目前獎盃的設計包含了代表美國兩大頂尖聯盟（國家聯盟與美國聯盟）每一支球隊的旗子。以前在當年度世界大賽對決的2支球隊，會在獎盃底部以大頭釘的方式展現。該獎盃是目前北美4大體育運動聯盟中，唯一一座不是以特定人物命名的獎盃（不同於國家冰球聯盟的史丹利盃、國家美式足球聯盟的文斯·隆巴迪杯以及美國國家籃球協會的賴瑞·歐布萊恩冠軍獎盃）。